# Corinne Ericson

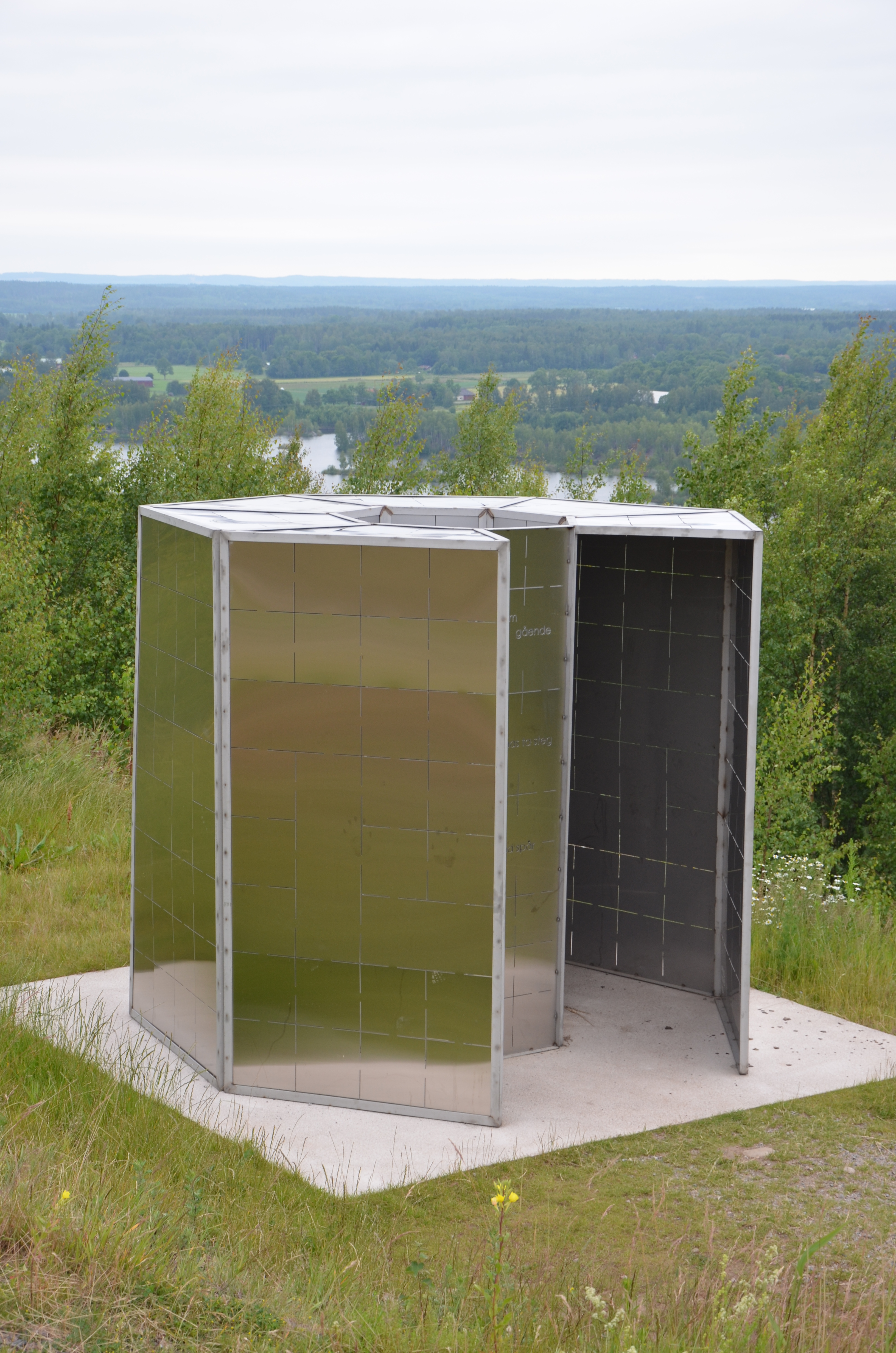
Heptagon på Konst på Hög

Corinne Helene Ericson Reuterswärd, född 28 september 1967, är en svensk skulptör.
Corinne Ericson utbildade sig i konstvetenskap på Göteborgs universitet 1995–97, skulptur och konstnärlig idégestaltning på Göteborgs konstskola 2001–04 och i fri konst på Kungliga Konsthögskolan i Stockholm 2004–09. Hon hade sin första separatutställning på Göteborgs konstförenings Lilla galleriet 2005.
Corinne Ericson erhöll 2009 ett av stipendierna som årligen delas ut till kvinnliga konstnärer av Stiftelsen Anna-Lisa Thomson Till Minne. Hennes verk visades tillsammans med de övriga stipendiaternas på Uppsala konstmuseums årliga Anna-Lisa Thomson Till Minne-utställning.

## Offentliga verk
- Heptagon, 2011, rostfri stålplåt, Konst på Hög